# Polar Satellite Launch Vehicle
Polar Satellite Launch Vehicle (hindsky : ध्रुवीय उपग्रह प्रक्षेपण यान), známější pod zkratkou PSLV, je indická nosná raketa provozována Indickou kosmickou agenturou (ISRO). Již z názvu vyplývá, že raketa je primárně využívána na vypouštění středně těžkých satelitů na polární oběžné dráhy, používá se však také na vypouštění lehkých satelitů na geostacionární dráhy.

## Popis nosiče
Raketa je čtyřstupňová; první a třetí stupeň používají motory na tuhé pohonné hmoty, přičemž její první stupeň používá jeden z nejsilnějších raketových motorů svého druhu na světě. Druhý a čtvrtý stupeň používají motory na kapalné pohonné hmoty, přičemž druhý stupeň používá jako palivo vysoce toxický asymetrický dimetylhydrazin, a poslední čtvrtý stupeň používá dva motory na metylhydrazin. Standardní varianta PSLV zároveň používá na spodním stupni připevněných šest malých pomocných raketových motorů na tuhé pohonné hmoty, které se po 44 sekundách letu odhazují. Verze rakety PSLV-CA je bez těchto urychlovacích motorů a verze PSLV-XL obsahuje také šest větších a silnějších urychlovacích motorů, a je tedy nejvýkonnějším typem rakety PSLV, který dokáže vynést na nízkou oběžnou dráhu náklad o maximální hmotnosti až 3250 kg. Celková výška rakety PSLV je 44 metrů a její maximální průměr (bez urychlovacích motorů) je 2,8 metru. 

### První stupeň (PS1)
První stupeň, jeden z největších motorů na tuhé pohonné látky na světě, označovaný jako PS1, během letu spálí 138 t pohonných látek (ve formě HTPB) a během služby generuje maximální tah asi 4 800 kilonewtonů. První stupeň má průměr 2,8 m a na výšku měří 20,34 metru, v suchém stavu váží 30 200 kilogramů. Po oddělení prvního stupně se ještě zažehnou čtyři páry retro-raket instalovaných na mezistupni, které zajistí „odstrčení“ prvního stupně od stupně druhého stupně.

### Druhý stupeň (PS2)
Druhý stupeň rakety PSLV, označovaný jako PS2, má průměr 2,8 metru a na délku měří 12,8 metru, jeho hmotnost startu je 46 000 kilogramů a jeho hmotnost v suchém stavu 5300 kilogramů. Druhý stupeň je poháněn jediným motorem Vikas, který generuje tah 799 kilonewtonů. Tento motor spaluje asymetrický dimethylhydrazin a oxid dusičitý. Motor Vikas byl vyvinut agenturou ISRO v 70. letech. Motor má suchou hmotnost 900 kilogramů a pracuje při tlaku ve spalovací komoře 58,5 baru a jeho specifický impuls je 294 sekund. Druhý stupeň pracuje po dobu 158 sekund. Motor druhého stupně je umístěn na kardanovém závěsu, což umožňuje vektorování tahu.

### Třetí stupeň (PS3)
Třetí stupeň PS3 je raketový motor na tuhé palivo. Třetí stupeň rakety PSLV má průměr 2,02 metru a na délku má 3,54 metru. Má suchou hmotnost 1100 kilogramů a startovní hmotnost asi 7800 kilogramů. Stupeň pracuje po dobu 112 sekund, během níž generuje tah 244 Kilonewtonů.

### Čtvrtý stupeň (PS4)
Horní stupeň PS4 rakety PSLV je vybaven dvěma motory L-2-5 na monomethylhydrazin, které generují 14,8 kilonewtonů. Horní stupeň má průměr 2,02 metru a na délku má 2,60 metru se suchou hmotností 920 kilogramů. Pojme 2 000 kilogramů pohonných látek při letu v normální konfiguraci a v konfiguraci XL pojme 1 600 kilogramů. Čtvrtý stupeň má proměnnou dobu služby v závislosti na profilu mise.

## PSLV-3S (koncepce)
PSLV-3S je koncipován jako třístupňová verze PSLV bez boosterů v prvním stupni. Jako první stupeň bude samostatný motor S-138. Druhý stupeň pak bude S-7. Třetí stupeň pak bude L-2.6. Očekává se, že celková vzletová hmotnost PSLV-3S bude 175 tun, se schopností umístit 500 kg družici na 550 km nízkou dráhu okolo Země.

## Historie
První start rakety PSLV se z kosmodromu Šríharikota uskutečnil 20. září 1993, kvůli chybě řídicího programu však skončil neúspěchem a raketa se zřítila do Bengálského zálivu. K prvnímu úspěšnému startu došlo 15. října 1994 a raketa PSLV při něm vypustila 800 kilogramový satelit IRS P2. Od té doby až dodnes (únor 2019) raketa zaznamenala pouze dva menší problémy. Je tak druhým nejspolehlivějším nosičem indické kosmonautiky. K prvnímu startu verze PSLV-CA došlo 23. dubna 2007 a první verze PSLV-XL vypustila 22. října 2008 první indickou měsíční sondu Čandraján-1.  
| Let číslo | Datum startu (UTC)       | Konfigurace | Startovací rampa               | Náklad | Výsledek        |
| --------- | ------------------------ | ----------- | ------------------------------ | --- | --------------- |
| D1        | 20. září 1993 05:12      | PSLV-G      | Šríhárikota, First Launch Pad  | IRS-1E | Neúspěch        |
| D2        | 15. října 1994 05:05     | PSLV-G      | Šríhárikota, First Launch Pad  | IRS-P2 | Úspěch          |
| D3        | 21. března 1996 04:53    | PSLV-G      | Šríhárikota, First Launch Pad  | IRS-P3 | Úspěch          |
| C1        | 29. září 1997 04:47      | PSLV-G      | Šríhárikota, First Launch Pad  | IRS-1D | Částečný úspěch |
| C2        | 26. května 1999 06:22    | PSLV-G      | Šríhárikota, First Launch Pad  | Oceansat-1 DLR-Tubsat Kitsat-3 | Úspěch          |
| C3        | 22. října 2001 04:53     | PSLV-G      | Šríhárikota, First Launch Pad  | TES PROBA BIRD | Úspěch          |
| C4        | 12. září 2002 10:23      | PSLV-G      | Šríhárikota, First Launch Pad  | MetSat-1 (Kalpana-1) | Úspěch          |
| C5        | 17. října 2003 04:52     | PSLV-G      | Šríhárikota, First Launch Pad  | RESOURCESAT-1 (IRS-P6) | Úspěch          |
| C6        | 5. května 2005 04:45     | PSLV-G      | Šríhárikota, Second Launch Pad | Cartosat-1 HAMSAT | Úspěch          |
| C7        | 10. ledna 2007 03:54     | PSLV-G      | Šríhárikota, First Launch Pad  | Cartosat-2 SRE-1 LAPAN-TUBsat PEHUENSAT-1 | Úspěch          |
| C8        | 23. dubna 2007 10:00     | PSLV-CA     | Šríhárikota, Second Launch Pad | AGILE AAM (spojen s čtvrtým stupněm rakety) | Úspěch          |
| C10       |                          | PSLV-CA     | Šríhárikota, First Launch Pad  | TecSAR | Úspěch          |
| C9        | 28. dubna 2008 03:53     | PSLV-CA     | Šríhárikota, Second Launch Pad | Cartosat-2A IMS-1/TWSAT RUBIN-8 CanX-6/NTS CanX-2 Cute-1.7+APD II Delfi-C3 SEEDS-2 COMPASS-1 AAUSAT-II | Úspěch          |
| C11       | 22. října 2008 00:52     | PSLV-XL     | Šríhárikota, Second Launch Pad | Čandraján-1 | Úspěch          |
| C12       | 20. dubna 2009 01:15     | PSLV-CA     | Šríhárikota, Second Launch Pad | RISAT-2 ANUSAT | Úspěch          |
| C14       | 23. září 2009 06:21      | PSLV-CA     | Šríhárikota, First Launch Pad  | Oceansat-2 Rubin 9.1 (spojen s čtvrtým stupněm rakety) Rubin 9.2 (spojen s čtvrtým stupněm rakety) SwissCube-1 BeeSat UWE-2 ITUpSAT1 | Úspěch          |
| C15       | 12. července 2010 03:52  | PSLV-CA     | Šríhárikota, First Launch Pad  | Cartosat-2B ALSAT-2A AISSat-1 TIsat-1 STUDSAT | Úspěch          |
| C16       | 20. dubna 2011 04:42     | PSLV-G      | Šríhárikota, First Launch Pad  | ResourceSat-2 X-Sat YouthSat | Úspěch          |
| C17       | 15. července 2011 11:18  | PSLV-XL     | Šríhárikota, Second Launch Pad | GSAT-12 | Úspěch          |
| C18       | 12. října 2011 05:31     | PSLV-CA     | Šríhárikota, First Launch Pad  | Megha-Tropiques SRMSAT Jugnu VesselSat-1 | Úspěch          |
| C19       | 26. dubna 2012 00:17     | PSLV-XL     | Šríhárikota, First Launch Pad  | RISAT-1 | Úspěch          |
| C21       | 9. září 2012 04:23       | PSLV-CA     | Šríhárikota, First Launch Pad  | SPOT-6 mRESINS (spojen s čtvrtým stupněm rakety) PROITERES | Úspěch          |
| C20       | 25. února 2013 12:31     | PSLV-CA     | Šríhárikota, First Launch Pad  | SARAL Sapphire NEOSSat TUGSAT-1 UniBRITE-1 STRaND-1 AAUSAT3 | Úspěch          |
| C22       | 1. července 2013 18:11   | PSLV-XL     | Šríhárikota, First Launch Pad  | IRNSS-1A | Úspěch          |
| C25       | 5. listopadu 2013 09:08  | PSLV-XL     | Šríhárikota, First Launch Pad  | Mangalaján | Úspěch          |
| C24       | 4. dubna 2014 11:44      | PSLV-XL     | Šríhárikota, First Launch Pad  | IRNSS-1B | Úspěch          |
| C23       | 30. června 2014 04:22    | PSLV-CA     | Šríhárikota, First Launch Pad  | SPOT-7 CanX-4 CanX-5 AISAT VELOX-1 | Úspěch          |
| C26       | 16. října 2014 20:02     | PSLV-XL     | Šríhárikota, First Launch Pad  | IRNSS-1C | Úspěch          |
| C27       | 28. března 2015 11:49    | PSLV-XL     | Šríhárikota, Second Launch Pad | IRNSS-1D | Úspěch          |
| C28       | 10. července 2015 16:28  | PSLV-XL     | Šríhárikota, First Launch Pad  | UK-DMC3A UK-DMC3B UK-DMC3C CBNT-1 DeOrbitSail | Úspěch          |
| C30       | 28. září 2015 04:30      | PSLV-XL     | Šríhárikota, First Launch Pad  | Astrosat LAPAN-A2 exactView 9 Lemur-2 #1 Joel Lemur-2 #2 Peter Lemur-2 #3 Jeroen Lemur-2 #4 Chris | Úspěch          |
| C29       | 16. prosince 2015 12:30  | PSLV-CA     | Šríhárikota, First Launch Pad  | TeLEOS-1 VELOX-C1 VELOX-II Kent Ridge-1 Galassia Athenoxat-1 | Úspěch          |
| C31       | 20. ledna 2016 04:01     | PSLV-XL     | Šríhárikota, Second Launch Pad | IRNSS-1E | Úspěch          |
| C32       | 10. března 2016 10:31    | PSLV-XL     | Šríhárikota, Second Launch Pad | IRNSS-1F | Úspěch          |
| C33       | 28. dubna 2016 07:20     | PSLV-XL     | Šríhárikota, First Launch Pad  | IRNSS-1G | Úspěch          |
| C34       | 22. června 2016 03:55    | PSLV-XL     | Šríhárikota, Second Launch Pad | Cartosat-2C LAPAN-A3 BIROS SkySat Gen2-1 GHGSat-D M3MSat Swayam SathyabamaSat Flock-2p (12x) | Úspěch          |
| C35       | 26. září 2016 03:42      | PSLV-G      | Šríhárikota, First Launch Pad  | ScatSat-1 ALSAT-2B ALSAT-1B Pathfinder-1 Pratham CanX-7 (NLS-19) ALSAT-1N PISat | Úspěch          |
| C36       | 7. prosince 2016 04:55   | PSLV-XL     | Šríhárikota, First Launch Pad  | Resourcesat-2A | Úspěch          |
| C37       | 15. února 2017 03:58     | PSLV-XL     | Šríhárikota, First Launch Pad  | Cartosat-2D INS-1A INS-1B Nayif-1 Al Farabi-1 PEASSS BGUSAT DIDO-2 Flock-3p (88x) Lemur-2 (8x) | Úspěch          |
| C38       | 23. června 2017 03:59    | PSLV-XL     | Šríhárikota, First Launch Pad  | Cartosat-2E NIUSAT CASAT-1 Lemur-2 (8x) , Blue/Red/Green Diamond , Max Valier Sat Venta-1 D-Sat Aalto-1 COMPASS-2/Dragsail InflateSail URSA MAIOR LituanicaSAT-2 PEGASUS NUDTSat VZLUSat-1 UCLSat SUCHAI ROBUSTA-1B skCUBE CICERO-6 Tyvak-53b KickSat Sprites                                     | Úspěch          |
| C39       | 31. srpna 2017 13:30     | PSLV-XL     | Šríhárikota, Second Launch Pad | IRNSS-1F | Neúspěch        |
| C40       | 12. ledna 2018 03:59     | PSLV-XL     | Šríhárikota, First Launch Pad  | Cartosat-2F MICROSAT-TD INS-1C LEO-1 Carbonite-2 (VividX2) ICEYE X1 Landmapper-BC3 Arkyd 6A CICERO-7 Doves Flock-3p' (4x) Lemur-2 (4x) PicSat SIGMA (KHUSAT-03) CANYVAL-X 1 Tom CANYVAL-X 2 Jerry CNUSail 1 KAUSAT 5 STEP Cube Lab MicroMAS-2 Fox-1D SpaceBEE (4x) Tyvak-61C (GeoStare) DemoSat-2 | Úspěch          |
| C41       | 11. dubna 2018 22:34     | PSLV-XL     | Šríhárikota, First Launch Pad  | IRNSS-1I | Úspěch          |
| C42       | 16. září 2018 16:38      | PSLV-CA     | Šríhárikota, First Launch Pad  | NovaSAR-S SSTL S1-4 | Úspěch          |
| C43       | 29. listopadu 2018 04:28 | PSLV-CA     | Šríhárikota, First Launch Pad  | HySIS Flock 3r (16x) Global-1 Lemur-2 (4x) HSAT-1 CICERO-8 Hiber-1 FACSAT-1 Innosat-2 Centauri-1 CASE Reaktor Hello World ³Cat-1 | Úspěch          |
| C44       | 25. ledna 2019 18:07     | PSLV-DL     | Šríhárikota, First Launch Pad  | Microsat-R Kalamsat V2 (spojen s čtvrtým stupněm rakety) | Úspěch          |
| C45       | 1. dubna 2019 03:57      | PSLV-QL     | Šríhárikota, Second Launch Pad | EMISAT Flock 4a (20x) Lemur-2 (4x) M6P BlueWalker1 Aistechsat-3 Astrocast-2 ExseedSat-2 (spojen s čtvrtým stupněm rakety) ARIS 101F (spojen s čtvrtým stupněm rakety) ISRO AIS (spojen s čtvrtým stupněm rakety)                                                                                  | Úspěch          |
| C46       | 22. května 2019 00:00    | PSLV-CA     | Šríhárikota, First Launch Pad  | RISAT-2B | Úspěch          |
| C47       | 27. listopadu 2019 03:58 | PSLV-XL     | Šríhárikota, Second Launch Pad | Cartosat-3 Meshbed Flock 4p (12x) | Úspěch          |
| C48       | 11. prosince 2019 09:55  | PSLV-QL     | Šríhárikota, First Launch Pad  | RISAT-2BR1 QPS SAR-1 ("Izanagi") Lemur-2 (4x) Duchifat-3 1HOPSAT Tyvak-0129 Tyvak-0092 (COMMTRAIL/NANOVA) | Úspěch          |
| C49       | 7. listopadu 2020 09:42  | PSLV-DL     | Šríhárikota, First Launch Pad  | EOS-01 (dříve RISAT-2BR2) Lemur-2 (4x) KSM-1A, 1B, 1C, 1D R2 | Úspěch          |
| C50       | 17. prosince 2020 10:11  | PSLV-XL     | Šríhárikota, Second Launch Pad | GSAT-12R (CMS-1) | Úspěch          |
| C51       | 28. února 2021 04:54     | PSLV-DL     | Šríhárikota, First Launch Pad  | Amazônia-1 Satish Dhawan Sat SpaceBEE (12x) SAI-1 Nanoconnect-2 SindhuNetra UNITYSats (3x) | Úspěch          |

## Galerie

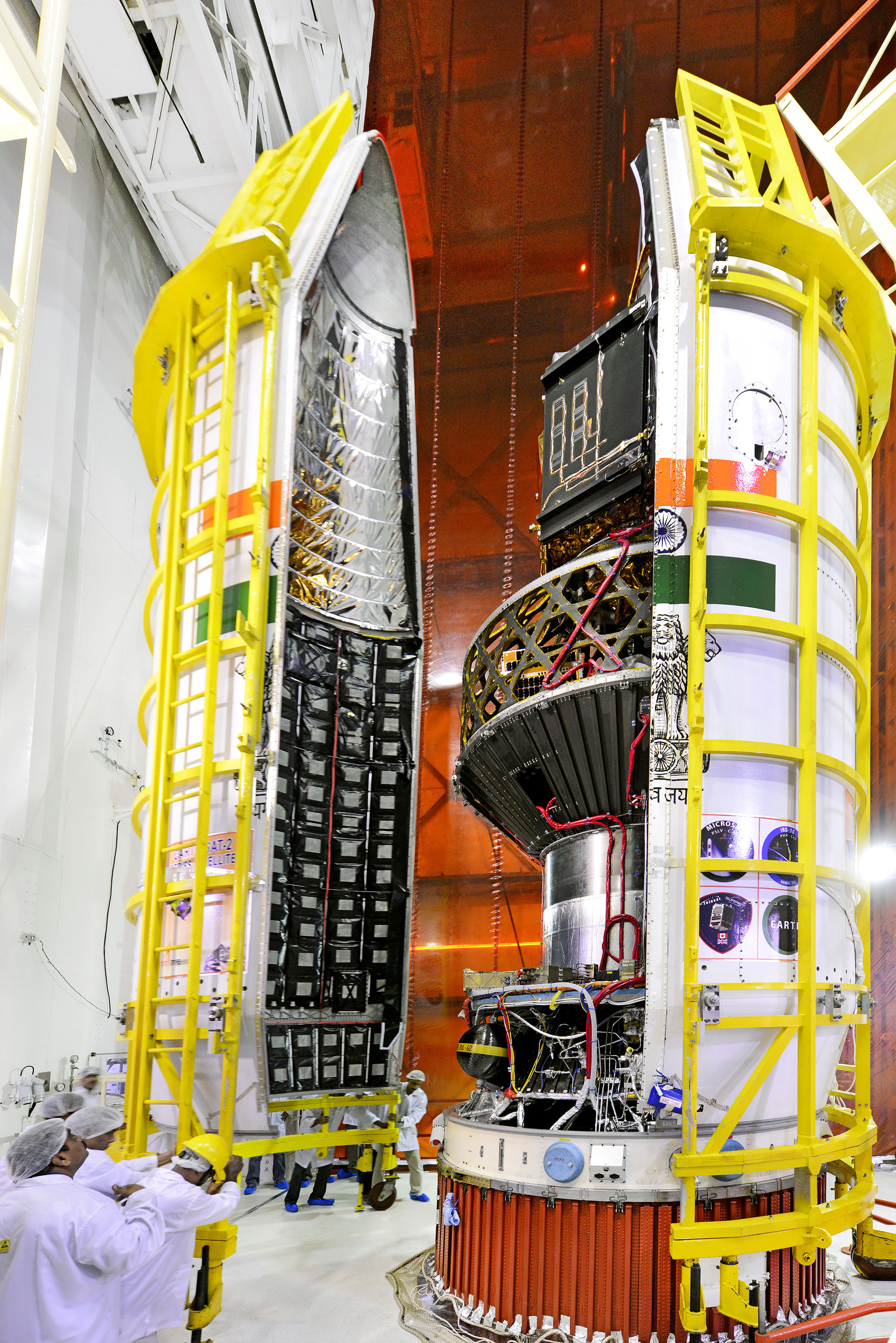
Uzavírání nákladu do aerodynamického krytu rakety PSLV C40.
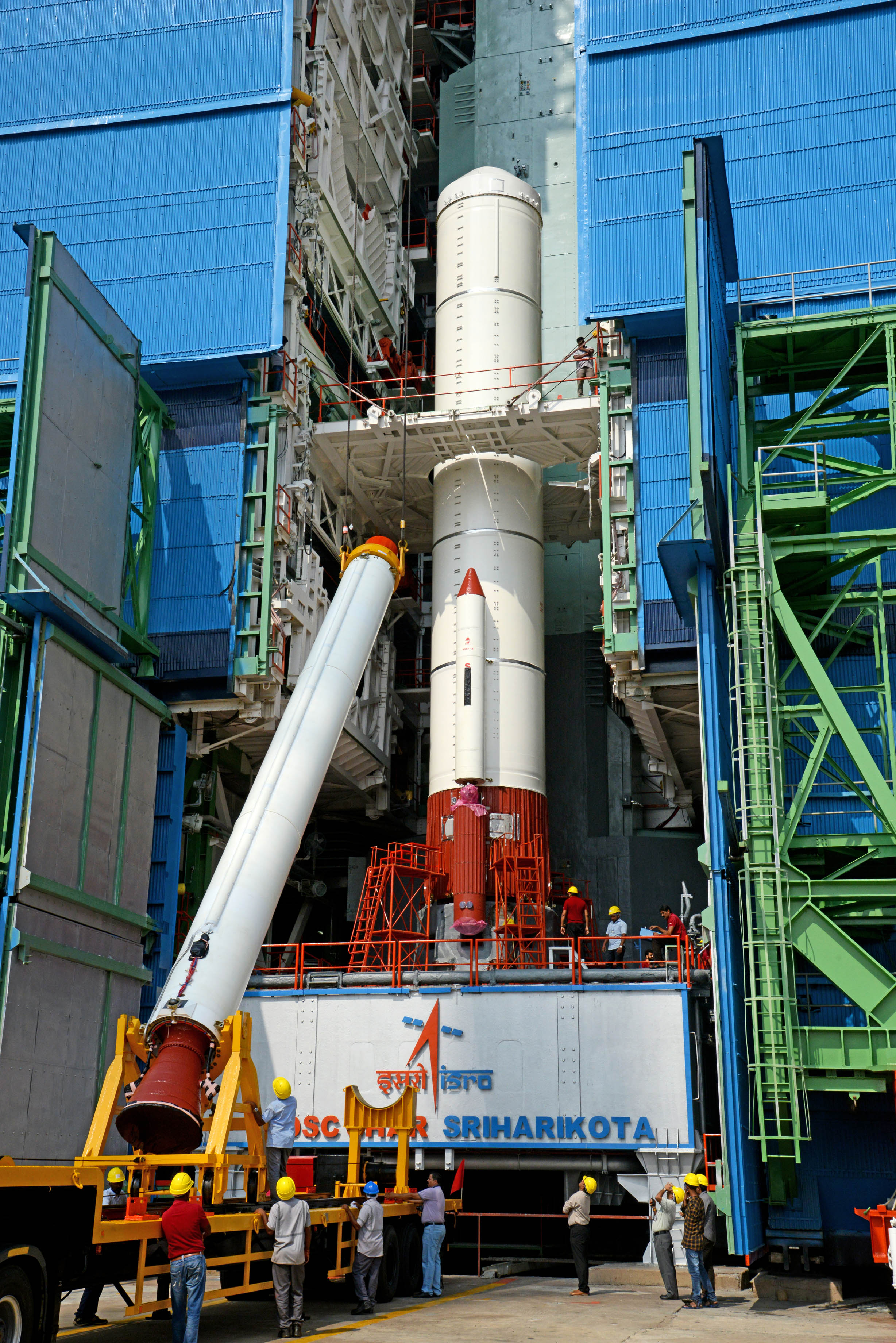
Připojování urychlovacích motorů k prvnímu stupni rakety PSLV.
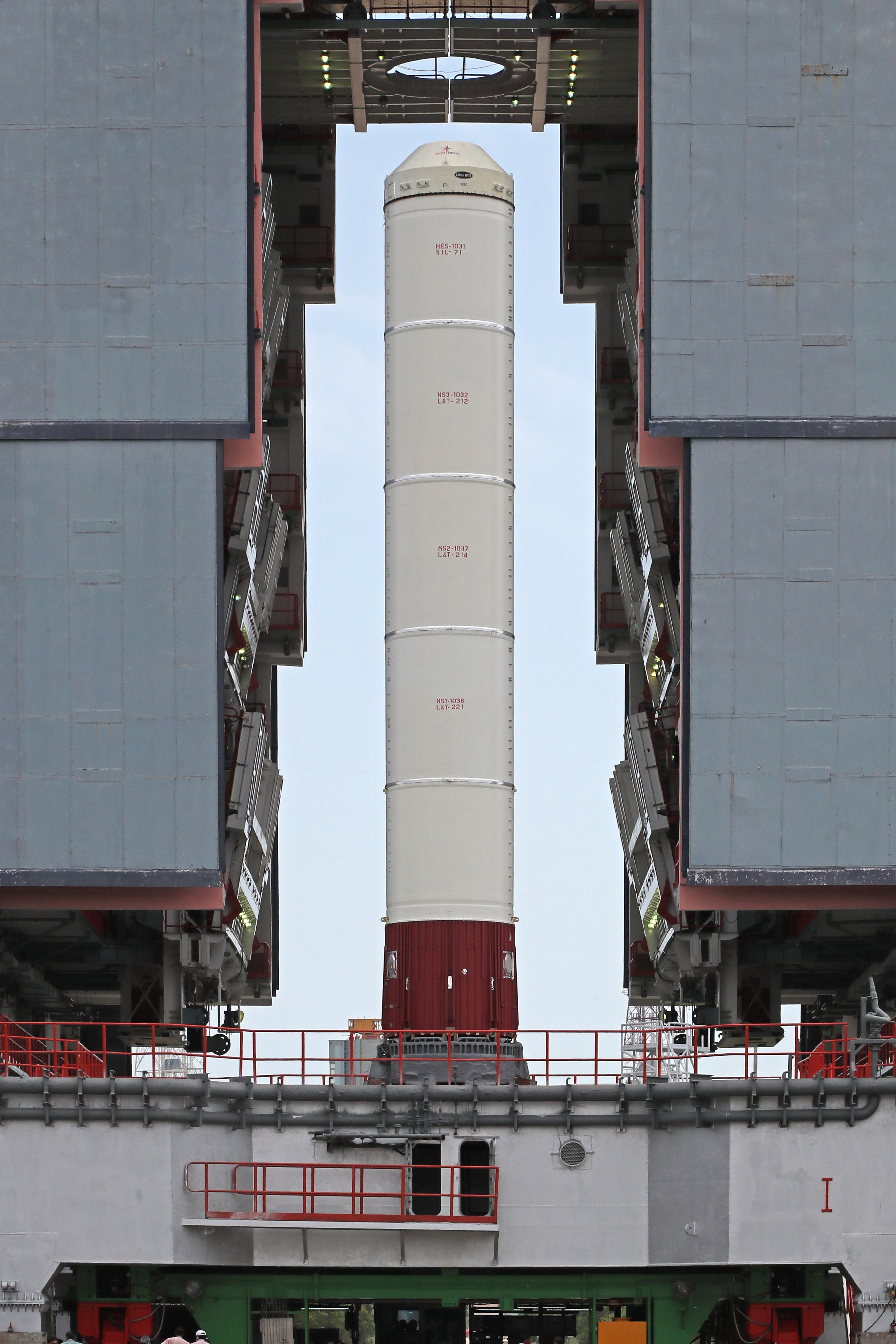
První stupeň rakety PSLV.
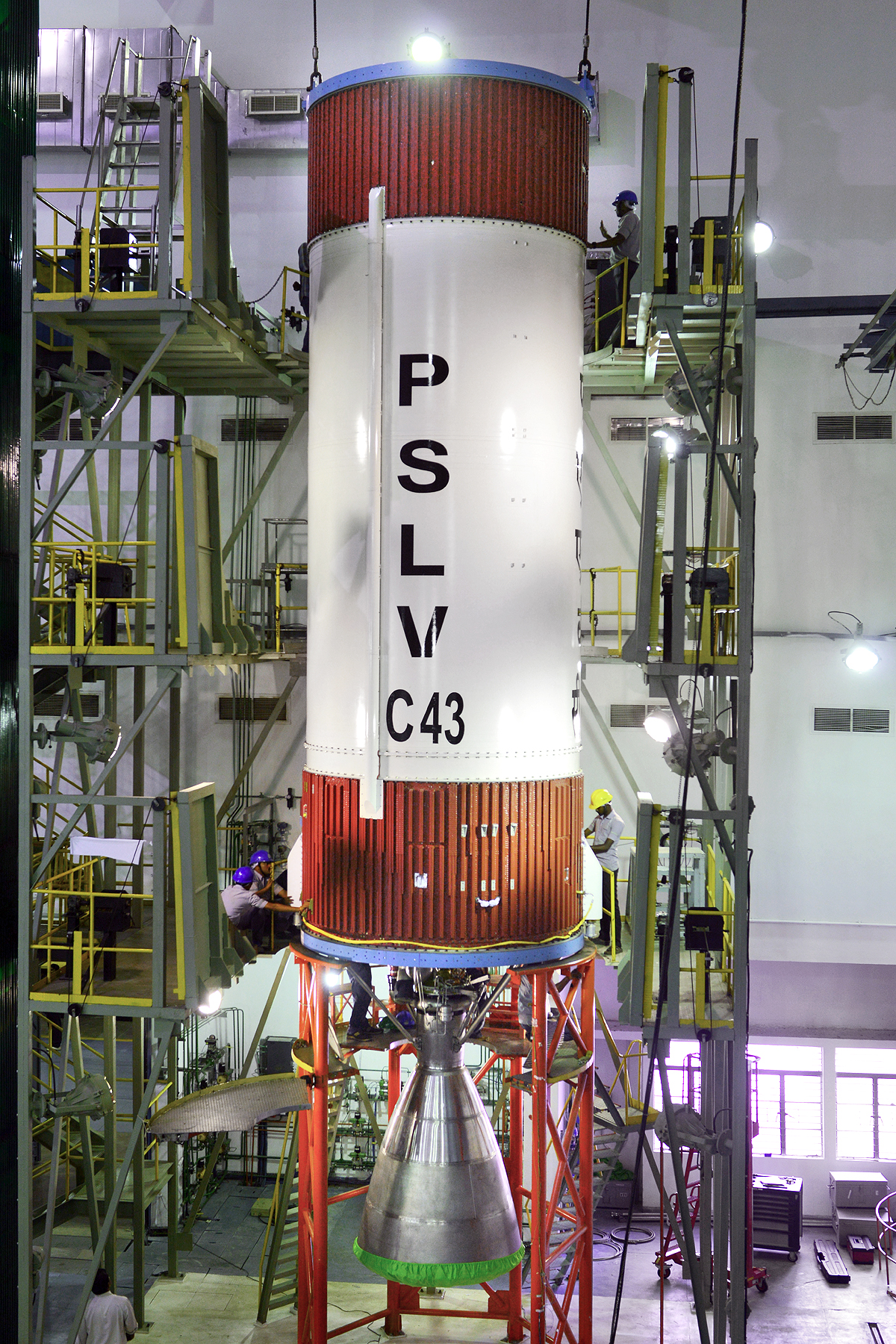
Druhý stupeň rakety PSLV.
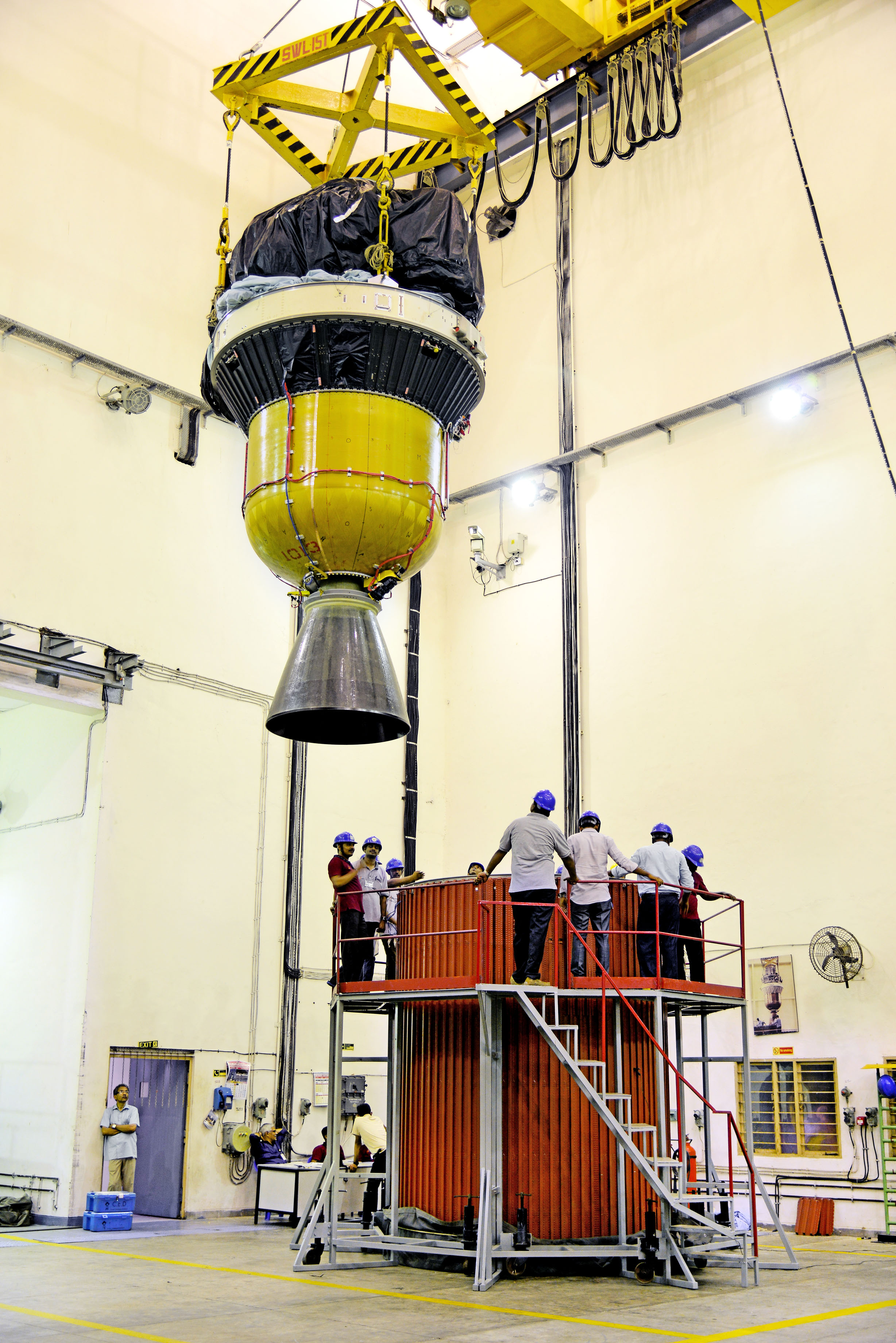
Třetí stupeň rakety PSLV.
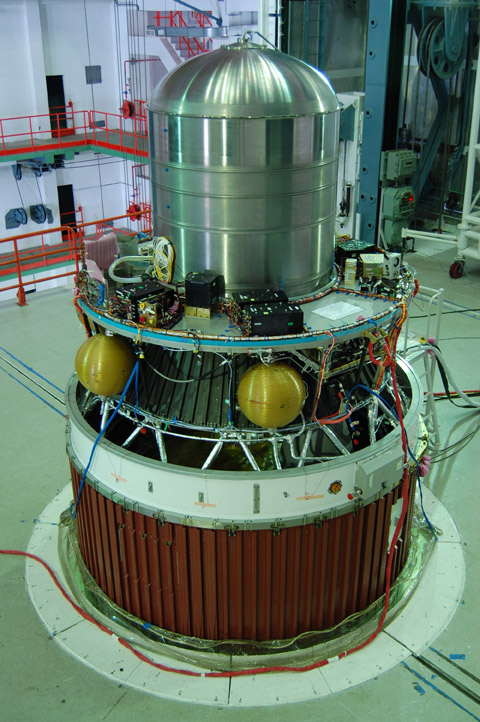
Čtvrtý stupeň rakety PSLV.
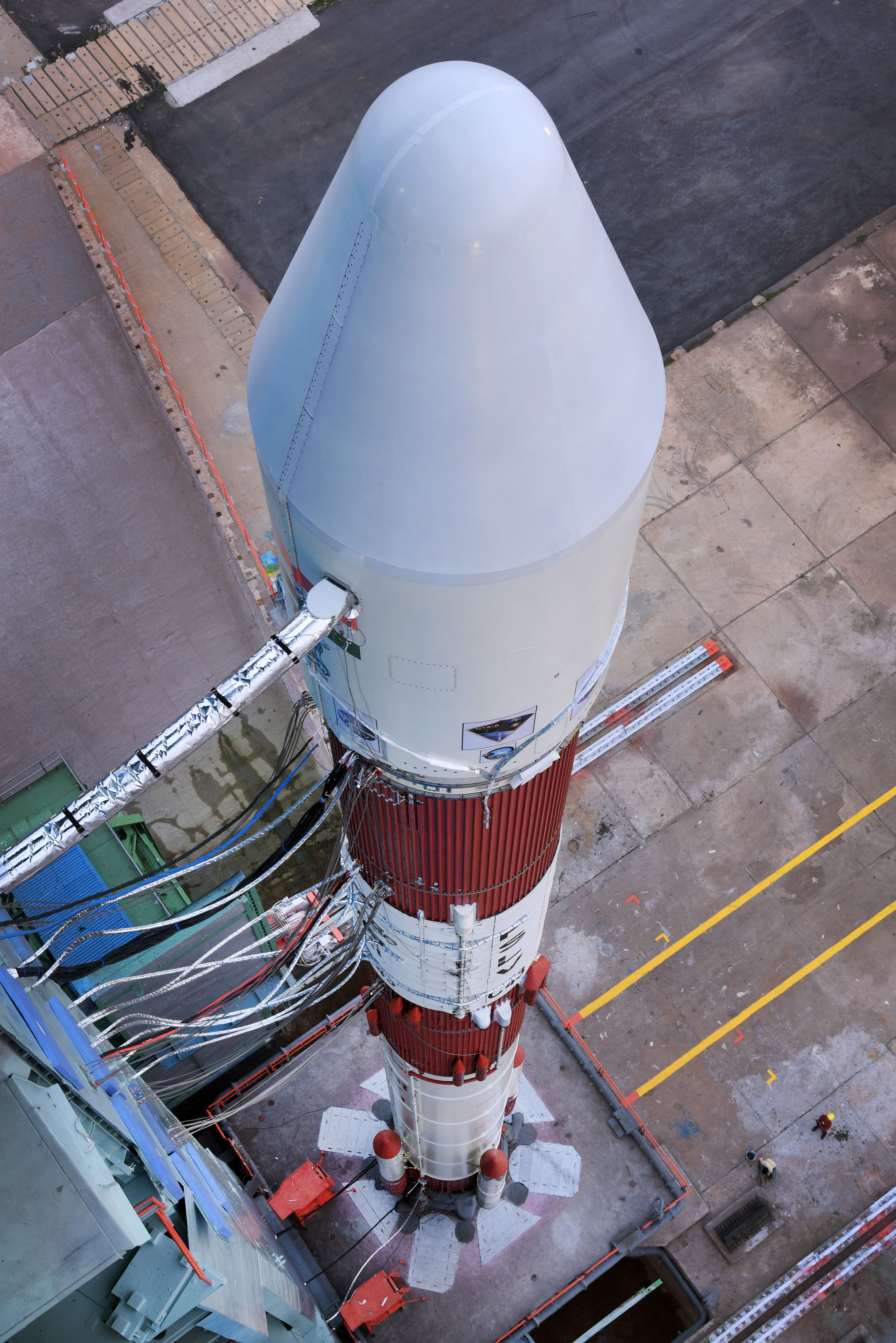
PSLV C43 na startovací rampě
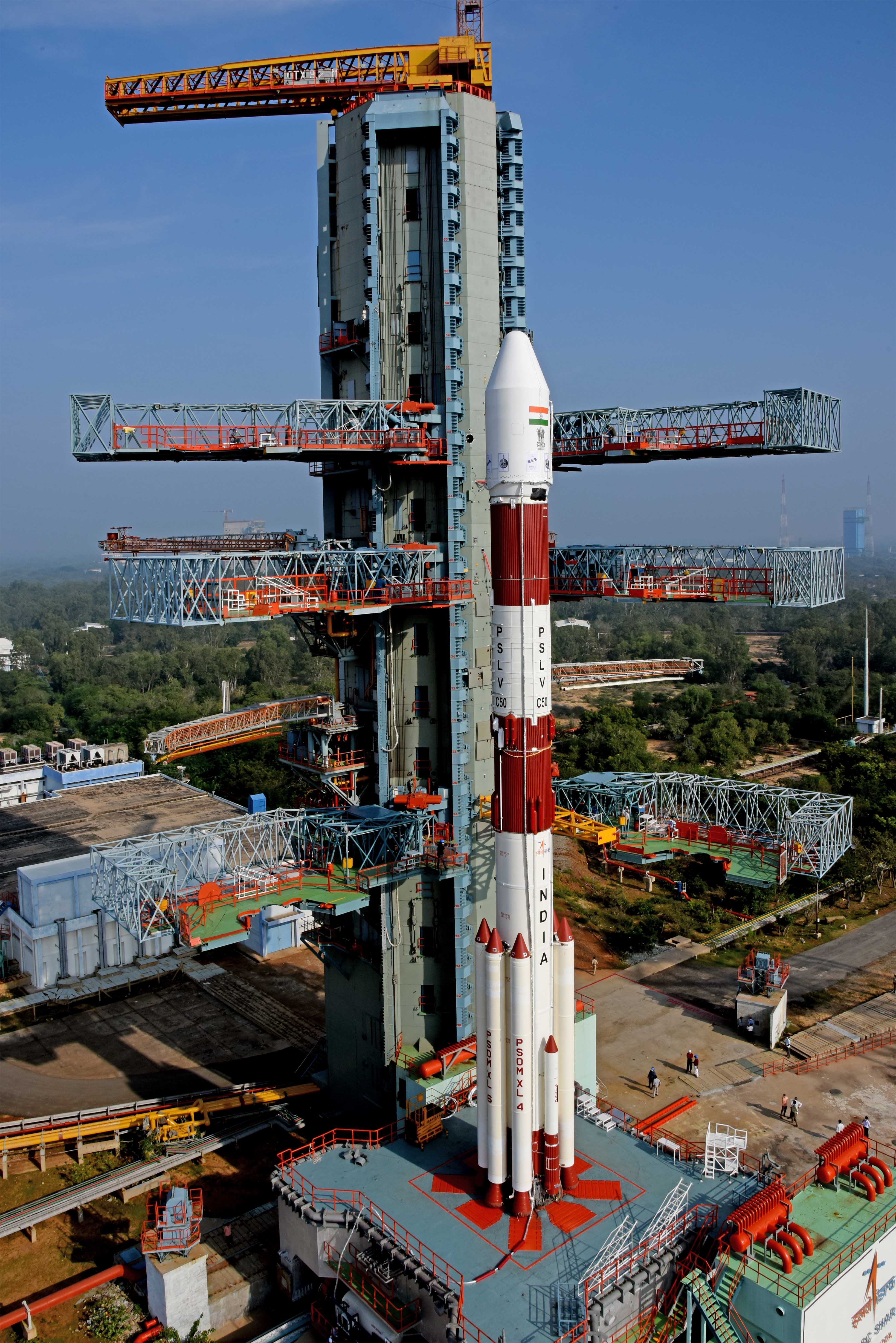
PSLV C50 na startovací rampě
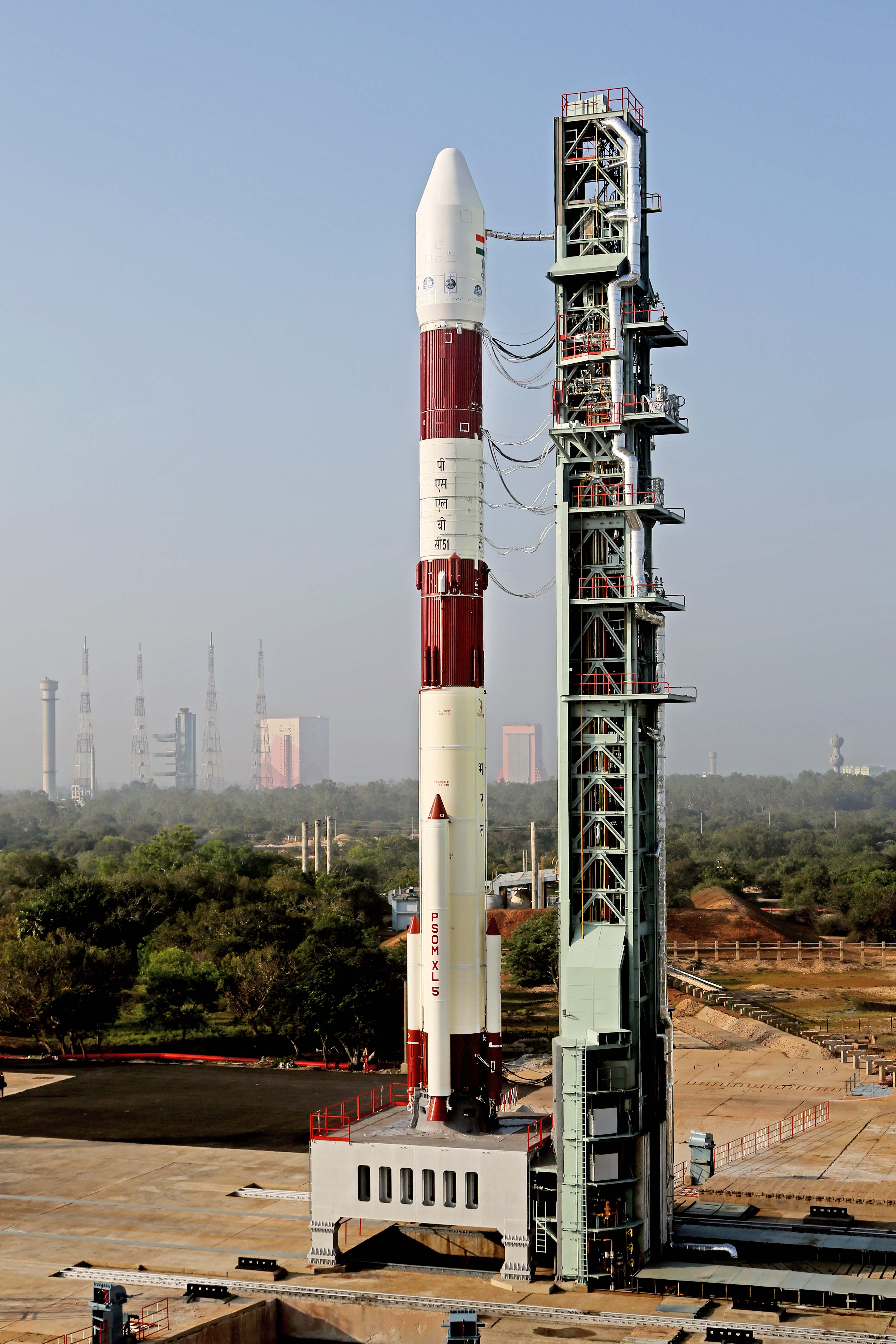
PSLV C51 na startovací rampě
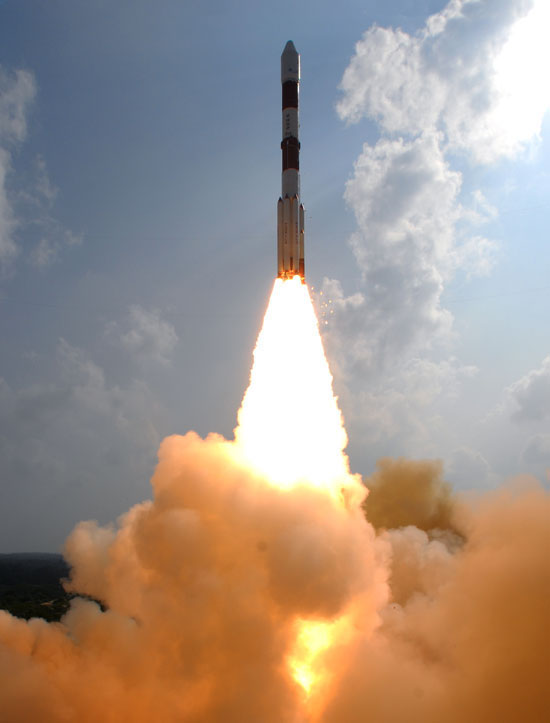
Start rakety PSLV C25 se sondou Mangalaján
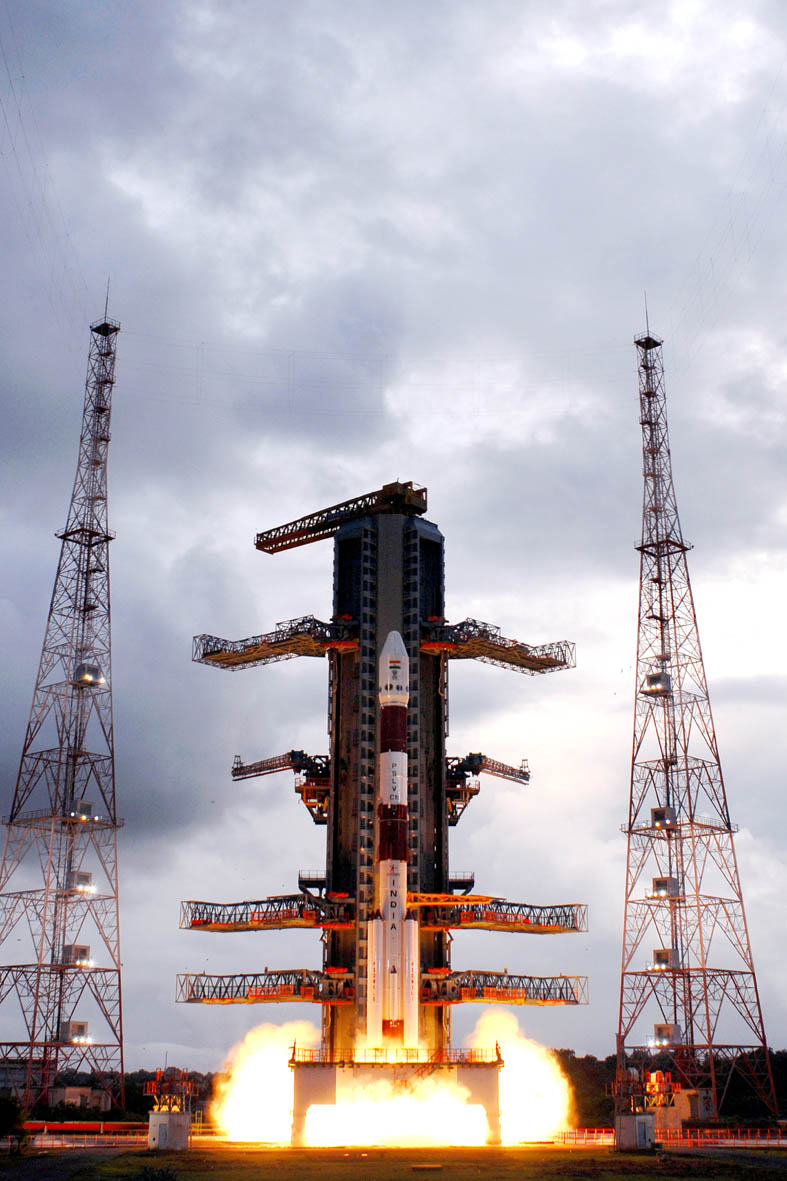
Start rakety PSLV C11
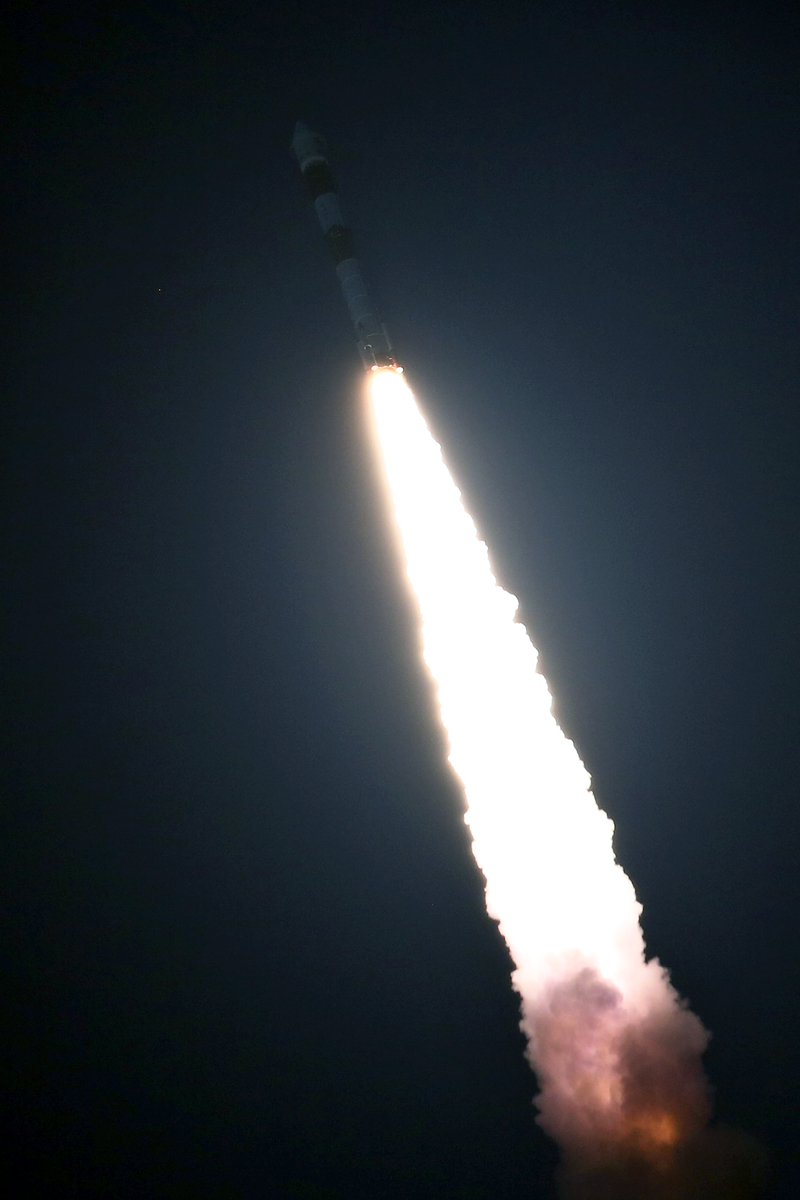
Start rakety PSLV C46.
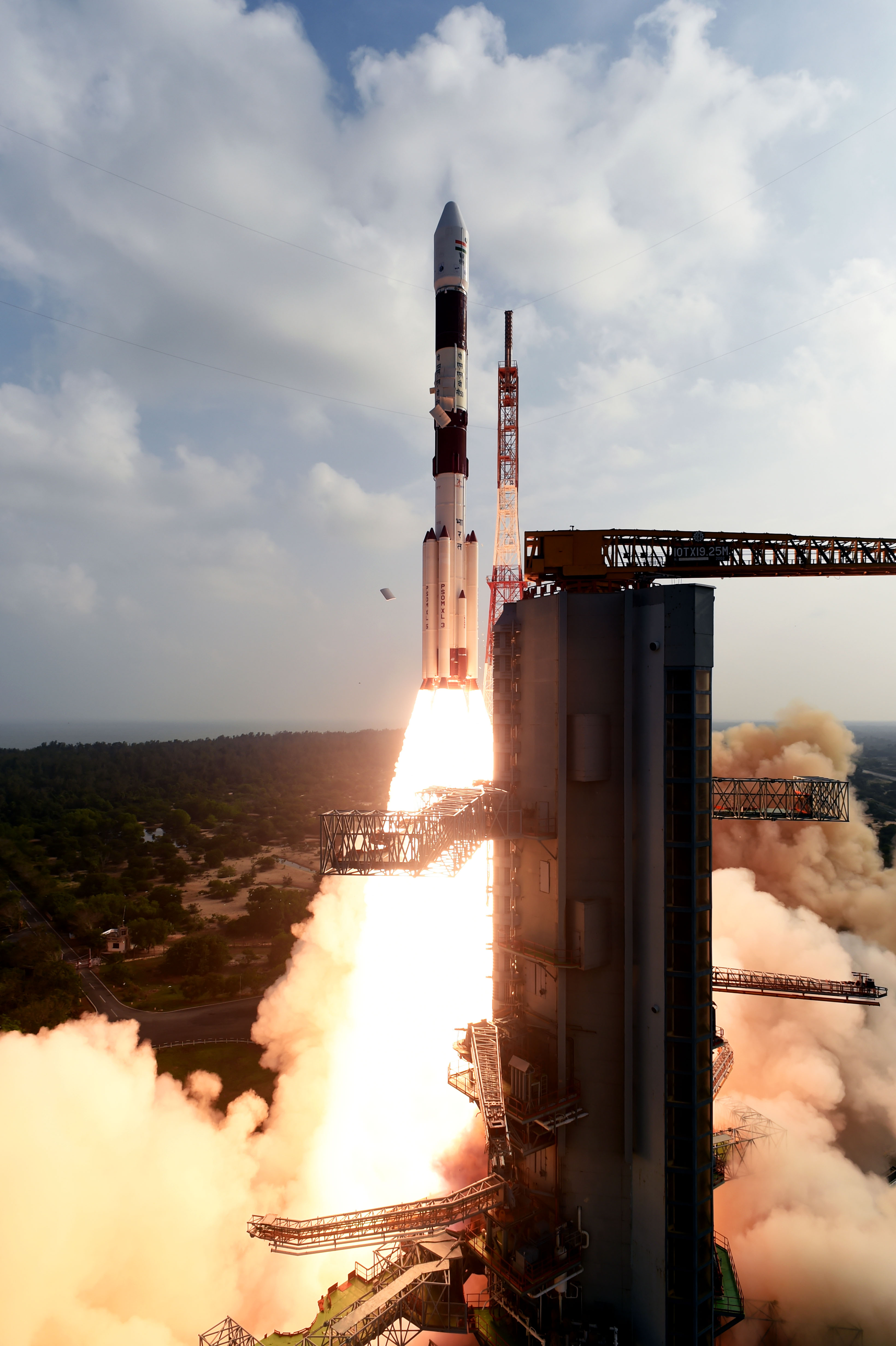
Start rakety PSLV C50.
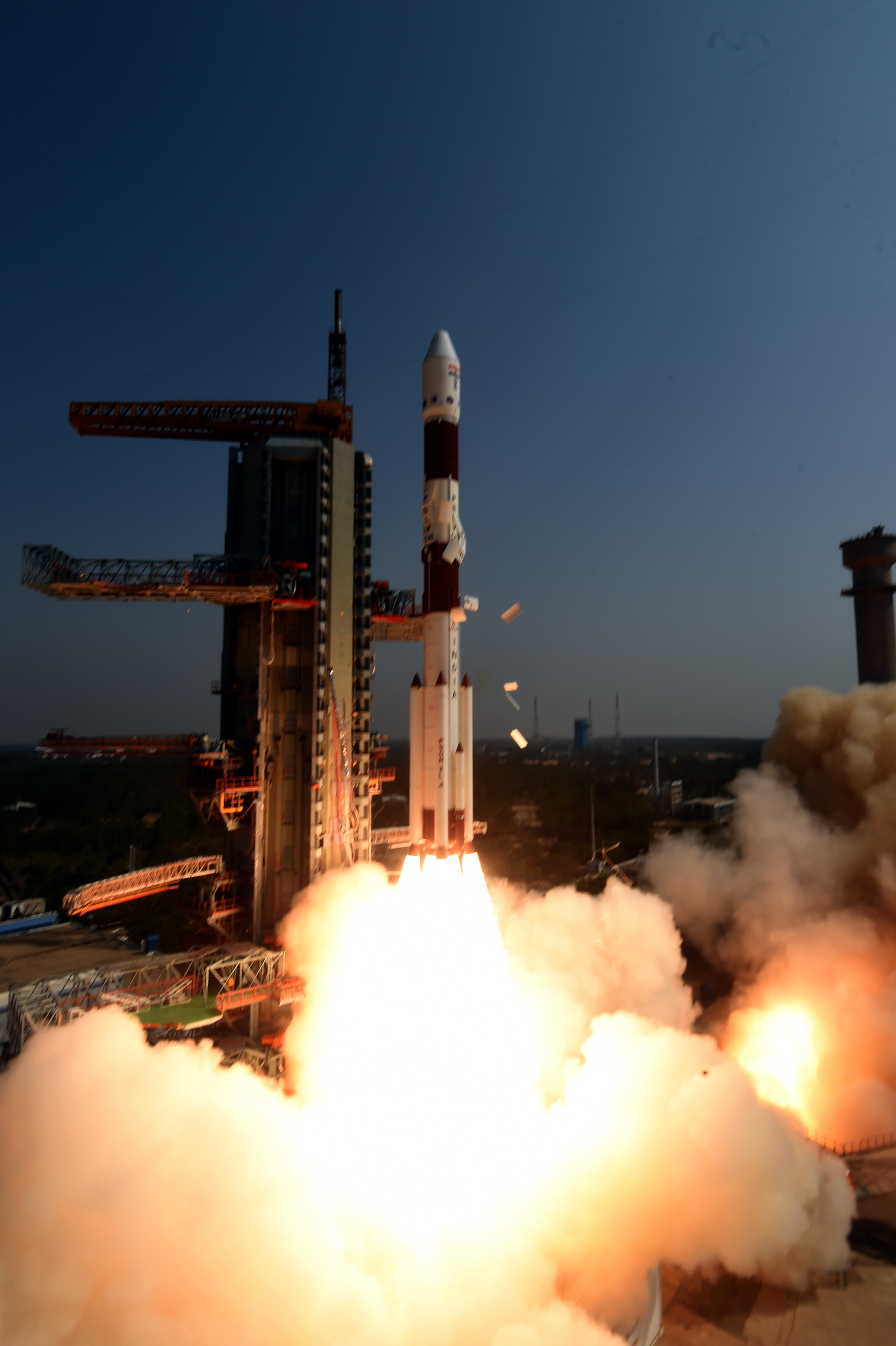
Start rakety PSLV C45.